# Taurepangues
Os Taurepangues são um subgrupo dos índios pemons, que habita o Leste do estado brasileiro de Roraima, nas Áreas Indígenas Raposa/Serra do Sol e São Marcos, além da Venezuela.